# 532 Herculina
532 Herculina /hɜːrkjʊˈlaɪnə/ là một tiểu hành tinh có kích thước lớn,  với đường kính rơi vào khoảng 200 km.

## Khám phá
Herculina được Max Wolf phát hiện vào ngày 20 tháng 4 năm 1904 ở Heidelberg, và ban đầu được định vị hành tinh vi hình là 1904 NY.  Nguồn gốc của tên của nó không được biết đến; nó có thể được đặt theo tên của anh hùng Hercules trong thần thoại, dưới dạng tên nữ giới giống như tên của tất cả các tiểu hành tinh được khám phá vào khoảng thời gian đó, hoặc theo tên một người phụ nữ không xác định. Phần lớn các tiểu hành tinh được Wolf phát hiện trong khoảng thời gian này được đặt tên theo tên các nhân vật trong vở opera, nhưng nếu cái tên "Herculina" cũng là được lấy từ một nguồn như vậy thì không có lời giải thích nào được ghi chép.

## Đặc điểm vật lý
Herculina là một trong những thành viên lớn hơn của vành đai tiểu hành tinh. Nó được cho là xếp hạng trong số 20 tiểu hành tinh có kích thước lớn nhất, nhưng kích thước chính xác của nhiều tiểu hành tinh lớn khác vẫn chưa chắc chắn. Ước tính hiện tại cho khối lượng của Herculina sẽ được xếp hạng ở vị trí gần với top 10 các tiểu hành tinh nặng nhất.
Nó thường được chú ý bởi các đường cong ánh sáng phức tạp, khiến việc xác định hình dạng và chuyển động quay của nó trở nên khó khăn. Một tập hợp các quan sát giao thoa kế đốm năm 1982 đã cho thấy  một mô hình sơ bộ đơn giản của Herculina như một vật thể ba trục, có lẽ có các chiều là 260 x 220 x 215 km. Năm 1985, phân tích dữ liệu này kết luận rằng Herculina có không có hình dạng là một hình cầu với một điểm sáng, trong khi một nghiên cứu đo sáng năm 1987 kết luận vật thể có hình cầu với hai điểm tối (và quay quanh một cực hoàn toàn khác nhau), lần lượt bị phủ nhận bởi nghiên cứu nhiệt năm 1988 cho thấy vật thể không có hình cầu. Vào cuối những năm 1980, mô hình được chấp nhận chung là một vật thể ba trục với các đặc điểm địa hình hoặc suất phản chiếu chính.
Gần đây, năm 2002 mô hình hóa dữ liệu trắc quang chỉ ra rằng Herculina không có hình cầu, mà là một hình khối giống như một khối lập phương bị mài mòn - hoặc, như phân tích mô tả, nó "giống như một chiếc máy nướng bánh mì". Phân tích này chỉ ra sự hiện diện của nhiều miệng núi lửa lớn, tương tự như 253 Mathilde, nhưng không có độ khác biệt lớn nào về suất phản chiếu. Tỷ lệ gần đúng của các trục được đề xuất là 1: 1,1: 1,3, hầu như phù hợp với các mô hình trước đó nếu kéo dài hơn một chút.